# Jean-Jacques Schuhl
Jean-Jacques Schuhl (n. 9 octombrie 1941, Marsilia, Franța) este un scriitor francez, laureat al Premiului Goncourt în 2000 pentru romanul său Ingrid Caven. Cartea poartă numele actriței și cântăreței germane Ingrid Caven, partenera sa. În ciuda aparențelor, romanul nu este biografia ei.

## Opera
- Rose Poussière (1972)
- Télex N° 1 (1972)
- Ingrid Caven (2000)
- Entrée des fantômes, Paris, Gallimard, coll. « L'Infini » (2010)
- Obsessions (povestiri), Paris, Gallimard, coll. « L'Infini » (2014)